# 維若妮卡·蕾克
维罗妮卡·莱克（英語：Veronica Lake，1922年11月14日—1973年7月7日）为一位美国著名女性电影演員，活躍于1940年代。维罗妮卡原名康士坦丝·法兰西丝·玛丽·奥克曼（Constance Frances Marie Ockelman），为首位依靠发型成名演员，其于1940年代初期红透半边天，不过其事业于30岁时隨其改变发型而下滑。

## 生平

### 早年生活
維若妮卡出生於紐約的布魯克林區，原名康士坦絲·法蘭西絲·瑪麗·奧克曼。父親，哈利·尤金·奧克曼(Harry Eugene Ockelman)擁有德國和愛爾蘭血統。維若妮卡一歲時舉家搬到佛羅里達州，但她五歲時又回到布魯克林區。1932年，維若妮卡的父親去世，她母親，康士坦絲·夏洛塔·詹寶（Constance Charlotta Trimble）改嫁給好友，安東尼·基恩(Anthony Keane)。

### 成名
維若妮卡高中畢業後在一項選美競賽得到第三名。在母親的鼓勵之下，他們於1938年全家搬到洛杉磯，準備朝影壇發展。維若妮卡先進入Bliss Hayden表演學校就讀，不久RKO電影便與她簽約拍攝《Sorority House》。在拍攝《Sorority House》時，導演John Farrow注意到她的頭髮總是遮住右眼，這為她塑造出神秘氣息，讓她看起來更美。可是維若妮卡在演過幾個小角色後，就被RKO解傭。其後她又參加了米高梅的試鏡，但失敗了。1940年，她在《Forty Little Mothers》演出一個小角色。後來維若妮卡參加了派拉蒙的試鏡，她的Peek-a-boo髮型阻礙了她。這時她被介紹給公司製片人Arthur Hornblow Jr.認識，Hornblow對維若妮卡印象深刻，決定給她在新片《I Wanted Wings》中一個角色，並為她取了個藝名：Veronica Lake，因為Hornblow認為維若妮卡聽起給人古典的感覺，她的美貌就給人一種古典味，而眼眸則有如湖水一般深邃。1940年8月，維若妮卡開始拍攝愛情文藝片《I Wanted Wings》，維若妮卡飾演一位金髮美人，這電影1941年7月，票房相當成功。維若妮卡那頭遮住右半部臉頰的Peek-a-Boo髮型讓她吸引眾人目光。結果雖然維若妮卡在電影只是配角，卻搶盡風頭。《I Wanted Wings》使她走紅影壇，維若妮卡也與派拉蒙簽下長期合約。

### 走紅
1941年5月，維若妮卡接下第一部擔任女主角的電影，與祖爾·麥海亞（Joel McCrea）合演的《蘇麗文遊記》。這部浪漫喜劇由彼斯頓·斯圖傑斯（Preston Sturges）編劇指導。電影開拍時維若妮卡已懷孕五個月，派拉蒙派了首席服裝設計師艾迪芺·希德（Edith Head）設法將她的肚子遮掩。不過維若妮卡和某些演員相處不來，Joel McCrea拍畢後就拒絕與她合作另一部電影《I Married A Witch》。1942年初發行後，並沒有成為賣座名片，影評也是毁譽參半。但不久後，《蘇麗文遊記》（Sullivan’s Travel）卻被公認是1940年代最傑出的社會喜劇經典之一，成為維若妮卡生涯中的傑作之一。
1941年秋天，維若妮卡產後復出，主演了《The Gun For Hire》，可見派拉蒙已將其視為一線女星。合演者有羅拔·彼斯頓（Robert Preston）、拉爾·瑞格（Laird Cregar）、亞倫·賴德（Alan Ladd）。維若妮卡飾演一位美麗的夜總會歌手，這部電影是維若妮卡與好拍檔亞倫·賴德首次合作，由於維若妮卡身形嬌小，賴德也只有165公分。她走神祕冷漠的路線，賴德則以扮演冷酷的硬漢著稱，因此兩人在外型氣質上均相當搭配。《The Gun For Hire》在票房影評皆大為成功。拍完《The Glass Key》，維若妮卡拍攝《I Married A Witch》，改編自《The Passionate Witch》。這部片由法國名導，Rene Clair操刀。《I Married A Witch》的男主角是佛瑞德利克·馬區（Frederic March），不過一開始兩個主角就不合，得過奧斯卡男主角獎的馬區認為維若妮卡只是一個沒有腦筋的金髮女子，維若妮卡則覺得馬區是個傲慢的做作鬼。兩人隔空展開口水戰，維若妮卡很喜歡惡作劇他，一次馬區要抱她時，維若妮卡就在衣服裡放了個40磅的啞鈴，有次兩人在拍對手戲，馬區坐在她正前方維若妮卡小心的把腳放在他兩腿間，不時的上下移動，每次動作都會輕微碰到馬區的鼠蹊部，這讓他很不舒服。但當這個鏡頭結束時，馬區猛力砰擊她，維若妮卡卻只是笑笑而已。雖然《I Married A Witch》拍攝期間維若妮卡與馬區勾心鬥角，但兩個主角是敬業的演員，演出相當精彩，這部片一推出立刻成為一部票房口碑評價皆十分出色的喜劇經典。
1942年是維若妮卡的事業高峰，《生活》（Life）雜誌稱她為當年女性票房明星冠軍，不過同時她也被Harvard Lampoon票選為年度最爛演員。1943年，《生活》雜誌再度選維若妮卡為年度女性票房明星冠軍，一個新發現的南太平洋小島以她為名，軍中也票選她為最受歡迎的女演員。這時維若妮卡已是影壇最有票房吸引力的女星之一，特別是她跟亞倫·賴德搭檔的片子更是賣座保證。維若妮卡那頭Peek-a-Boo髮型也成為第二次世界大戰期間許多美國婦女模仿的對象。但是後來卻發生許多留著Peek-a-boo髮型的女性在工廠被機器絞進頭髮受傷，羅斯福總統夫人唯有特地寫信給維若妮卡，請她改變髮型，於是維若妮卡便將遮住眼睛的頭髮往後梳起。不過此後維若妮卡開始出現某些票房失敗的作品，某些影評人臆測沒了Peek-a-boo髮型讓維若妮卡在銀幕上喪失了某種神秘感與吸引人的魔力。1943年在拍攝《The Hour Before Dawn》期間，已懷孕多時的維若妮卡被一條照明燈的電纜絆倒，幸好沒有小產。此時維若妮卡的週薪已經高達4500美元，成為當時片酬最高的女星之一。在一連串令人失望的電影後，派拉蒙終於再讓維若妮卡與亞倫·賴德合作。1945年，兩人開始拍攝《The Blue Dahlia》
這部懸疑驚悚片描述一個退役軍人設法要證明自己不是謀殺妻子的兇手。《The Blue Dahlia》不但劇本好，導演好，卡士雄厚。因此1946年推出後，立刻票房鼎盛，影評也一致叫好。維若妮卡不愧是黑色電影中的著名演員，不但演技出色，而且流露出一股神秘冷豔的魅力。但接下來派拉蒙又繼續給予維若妮卡平凡的題材，此後她的事業便步入下坡。

### 事業下滑

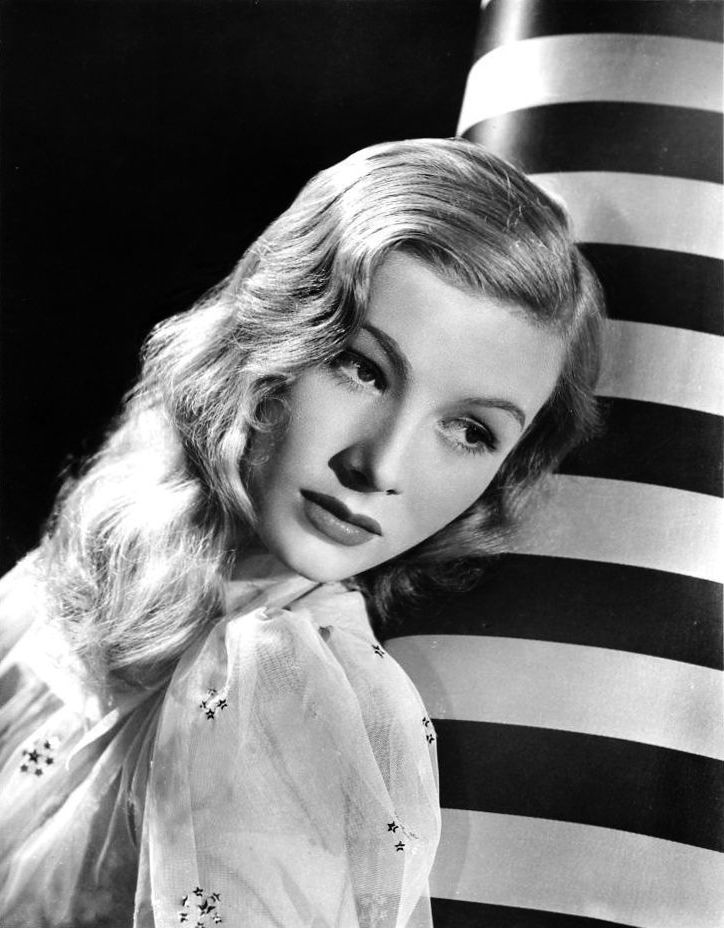
1940年代的維若妮卡

1948年2月，維若妮卡拍攝音樂喜劇《Isn't It Romantic?》，這部沉悶的電影推出後，票房評價皆不理想，影評人Leonard Maltin給這部電影世界有史以來最短的評價：“NO！”。《Isn’t It Romantic?》是維若妮卡與派拉蒙合約最後一部電影，可以看出後者並不想再續約，所以一直給她平凡的題材，於是維若妮卡便與派拉蒙說再見了。1948年產後沒多久，維若妮卡便接下20世紀福斯製作的電影《Slattery’s Harricane》，這部電影的導演是他的丈夫安德利，為她爭取到的好角色。這片在1949年8月上映，評價不錯，票房也賺了錢。維若妮卡的演出更是受到不少讚譽，可是仍無法挽救其日漸下頹的聲勢　，維若妮卡欲靠此片東山再起的心願無法達成，《Slattery’s Harricane》也是她生涯中最後一部A級製作的大片。1952年4月，維若妮卡與丈夫向法院申請自願破產宣告，列出超過15萬元的債務，16萬元的財產面值，以及63000元的應付卻未繳的共同所得稅。之後維若妮卡離開好萊塢，開始在舞台與電視發展。
1961年，維若妮卡在紐約的女性旅館當酒吧女侍，一個記者發現這位在40年代曾風靡一時的銀幕巨星。維若妮卡起初謊稱自己是路過這邊拜訪朋友，後來又承認自己在此地工作。這個消息成為報紙頭條新聞，維若妮卡收到數百封來信與捐款，她完封不動的將錢退回，然後在酒吧電視一次又一次看著自己主演的電影。1962年初，維若妮卡又被一位新聞人士發覺，記者的報導讓一些電視節目與舞台找上她，1966年，在娛樂圈朋友的幫助下，她還在巴的爾摩當上短暫的電視主持人，維若妮卡在這時期的收入再度寬裕起來。同年3月，維若妮卡再度登上銀幕，是一部低成本的加拿大冒險驚悚片《Footsteps In The Snow》，維若妮卡的片酬是1萬美金，維若妮卡然後在英國定居下來。1969年，維若妮卡出版了自傳《Veronica》，坦白無諱的敘述自己的故事。這本書評價不錯，銷路十分良好，接著又有舞台劇找上她演出。1970年，維若妮卡演出她生命中最後一部電影《Flesh Feast》，夏天上映後受到空前的大惡評，這是維若妮卡事業中最差的一部作品。

### 晚年
1970年，維若妮卡回到紐約，並又開始酗酒，偶爾還因為公眾酒後失控而登上報紙頭條。回到美國後，維若妮卡在布靈頓拜訪朋友時因肝炎惡化住院，由於跟自己三個孩子關係疏遠，她在醫院並沒有訪客。
1973年7月3日，維若妮卡離開了人間，死因為肝炎與急性腎損傷，享年50歲。他的兒子麥可認領了他的遺體。雷克的追悼會於7月11日在紐約市環球教堂舉行。火化後，骨灰依照她的遺願撒落在維京群島的海岸附近。

## 私生活
1940年，維若妮卡嫁給藝術指導約翰·迪泰里（John Detile），他們育有一子一女，長女伊萊恩（Elanie）於1941年8月出生，幼子威廉（William）於1943年7月出生，卻於出生後一星期因尿毒症而夭折，同年年底維若妮卡也與約翰·迪泰里結束三年的婚姻。離婚後，維若妮卡與《The Hour Before Dawn》的副製片比爾·杜茨爾（Bill Dozier）傳出緋聞，媒體也提到她被希臘船王歐納西斯與好萊塢鉅子霍華·休斯追求。1944年底，維若妮卡與匈牙利裔的導演安德利·德·托夫（Andre De Toth）結婚，1945年10月，她的第三個孩子安德利·麥可·德·托夫 三世（Andre Michael De Toth III）出世。1948年10月，維若妮卡的第四個孩子戴安娜（Diana）出生，這年維若妮卡的母親也控告女兒沒有善盡撫養責任，最後兩人私下庭外和解。
1950年，安德利對於維若妮卡私自拍攝《Stronghold》相當生氣，維若妮卡亦發現丈夫私下推掉許多劇本，兩人關係日壞，這時維若妮卡又染上酒癮，他們終於在1952年夏天離婚。1955年，她結了第三次婚，這回丈夫約瑟夫·A·麥卡尼(Joseph A. McCarthy)是個音樂出版者。1959年，她跟麥卡尼離了婚，在紐約市與布魯克林的廉價旅館間流浪。1961年，維若妮卡認識一位商船水手，安迪·伊歷臣(Andy Elickson)，並墜入愛河直到1965年安迪過世為止，她說這四年是她生命中最安定快樂的一段時光。1972年，維若妮卡又來到英國，並與羅拔·卡爾頓·蒙羅（Robert Carleton Munro）結婚，不過在她1973年返回美國前兩人已離婚。

## 影響
維若妮卡·蕾克是美國影史上最閃亮的明星之一，縱然成就僅局限在1940年代，可是無人能否認她在當代的走紅程度。不過蕾克也是好萊塢片廠制度塑造出來的明星之一，雖然這位有著精緻五官，嬌小身材的演員演技不錯，但並非以此見長。她留給影迷與製片高層的最大印象就是那頭遮住右臉的垂肩秀髮以及冷豔的美貌。
所以當公司給她平凡的題材時，維若妮卡便無法發揮所長，當右臉的瀏海掀開來時，維洛妮卡的魔力似乎就消失了。維若妮卡就像葛麗泰·嘉寶之神秘，瑪麗蓮·夢露之性感。她的Peek-A-boo髮型永遠是世人最先憶起也最常討論的話題。她因為髮型受到矚目，得到演出機會，受到婦女大眾模仿而造成職業傷害事件，也因改變髮型而導致事業沒落。

## 好萊塢大道
由於雷克對電影產業的貢獻，好萊塢星光大道上有一顆雷克的星位於好萊塢大道6918號。

## 延伸閱讀
- Oderman, Stuart, Talking to the Piano Player 2. BearManor Media, 2009. ISBN 1-59393-320-7.

## 外部連結
- 維若妮卡·蕾克在互联网电影资料库（IMDb）上的資料（英文）
- TCM电影资料库上維若妮卡·蕾克的资料（英文）
- 在AllMovie上維若妮卡·蕾克的頁面（英文）